# Karl Theodor zu Guttenberg (Politiker, 1921)

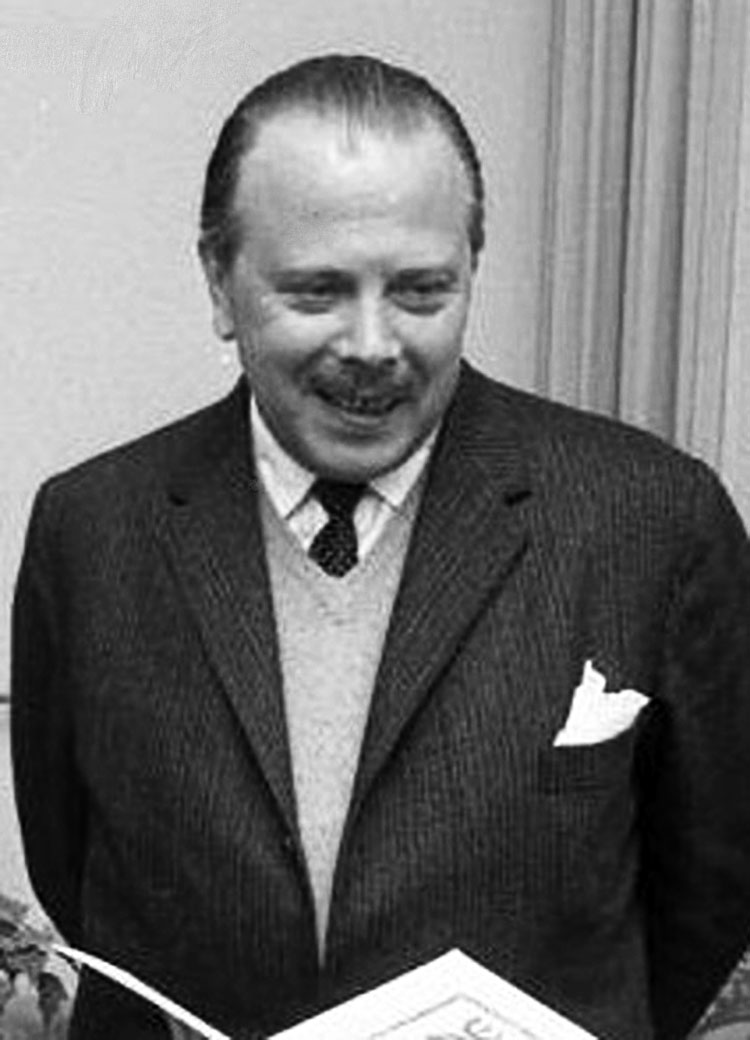
Karl Theodor zu Guttenberg, 1967

Karl Theodor Maria Georg Achatz Eberhart Joseph Buhl-Freiherr von und zu Guttenberg, geborener Freiherr von und zu Guttenberg (* 23. Mai 1921 auf Schloss Weisendorf; † 4. Oktober 1972 in Stadtsteinach) war ein deutscher Politiker (CSU). Er war von 1967 bis 1969 Parlamentarischer Staatssekretär im Bundeskanzleramt. Von 1957 bis 1972 war er Mitglied des Deutschen Bundestages.

## Leben
Karl Theodor zu Guttenberg begann seine Schulausbildung auf dem Jesuitenkolleg Stella Matutina in Feldkirch in Vorarlberg, das im März 1934 nach St. Blasien im Schwarzwald umzog. Ein Großonkel Guttenbergs war der Bischof von Steinamanger, János Mikes. Guttenbergs Vater Georg Enoch Freiherr von und zu Guttenberg wurde beim sogenannten Röhm-Putsch am 1. Juli 1934, morgens um 3 Uhr abgeholt und kam – trotz verbürgter Todesnachrichten – nach einigen Wochen wieder frei. 1936 wechselte Guttenberg auf das Alte Gymnasium in Würzburg, wo er 1938 das Abitur ablegte. Danach ging er als Offizieranwärter zur Wehrmacht und nahm am Zweiten Weltkrieg teil.
Im Jahr 1940, kurz vor Beginn des Westfeldzuges, kritisierte er nach eigenen Angaben einen Leutnant seiner Abteilung, der sich rühmte, in Polen bei einer Razzia „einen dreckigen Juden eigenhändig erstochen“ zu haben. Guttenberg fuhr ihn an: „Ich hätte an Ihrer Stelle lieber auf die SS als auf die Juden geschossen“, und fügte hinzu: „Hitler ist ein Abenteurer, der den Überblick verloren hat.“ Ein daraufhin eröffnetes Kriegsgerichtsverfahren wurde mit Hilfe eines Freundes seines Vaters eingestellt. In einem Disziplinarverfahren seiner Einheit wurde Guttenberg, wie er selbst berichtet, mit Arrest bestraft, weil „ich in einem älteren Kameraden den falschen Eindruck erweckte, ich sei staatsfeindlich“.
Zu Guttenberg geriet 1944 in britische Gefangenschaft, dort arbeitete er unter anderem für den Soldatensender Calais. Im Herbst 1946 wurde er wegen der Beleidigung „Saujude“ zu einer Geldstrafe von 300 Mark verurteilt. Guttenberg selbst sagte vor Gericht dazu: „Mein Gewissen läßt es nicht zu, mit Sicherheit zu behaupten, ich hätte die Äußerung nicht gebraucht.“
1952 erhielt Karl Theodor zu Guttenberg, der zuvor von Frida Piper, geb. Russell, adoptiert worden war, nach deren Tod das Weingut Reichsrat von Buhl in Deidesheim in der Pfalz.
1957 wurde er, zusammen mit seiner Mutter Elisabeth, von Kardinal-Großmeister Nicola Kardinal Canali zum Ritter des Ritterordens vom Heiligen Grab zu Jerusalem ernannt und am 30. April 1957 in München durch Lorenz Jaeger, Großprior der deutschen Statthalterei, investiert. Er gehörte der Komturei Bamberg an.
Ende der 1960er Jahre wurde bei Guttenberg unheilbare amyotrophe Lateralsklerose diagnostiziert und dass er nur noch zwei bis drei Jahre zu leben habe. Das Gehen fiel ihm zunehmend schwer. Nach seiner letzten Bundestagsrede am 27. Mai 1970 konnte er nicht mehr allein vom Podium herabsteigen, worauf ihn Rainer Barzel und Leo Wagner stützten. Bei der Abstimmung über die Ostverträge am 17. Mai 1972 war Guttenberg das letzte Mal im Bundestag anwesend; er musste mit dem Rollstuhl zur Wahlurne gefahren werden.  Er gehörte zu den zehn Abgeordneten in der CDU/CSU-Fraktion, welche gegen die Ostverträge stimmten. Danach zog er sich zu seiner Familie nach Guttenberg zurück. Die letzten Wochen seines Lebens war er bettlägerig und konnte sich bei völliger geistiger Klarheit nur noch mit Handzeichen verständlich machen.
In der Einleitung zu Guttenbergs Lebenserinnerungen Fußnoten zitiert Friedrich Torberg den Minnesänger Süßkind von Trimberg: „›Wer adellichen tuot, den wil ich han vür edel‹ (Wer adlig sich beträgt, soll mir für edel gelten).“ Die Einleitung endet mit dem Satz „Der Freiherr Karl Theodor von Guttenberg tuot adellichen.“

## Familie
Guttenberg entstammte dem alten fränkischen Adelsgeschlecht der Familie von Guttenberg, die bis ins 12. Jahrhundert zurückzuverfolgen ist. Sie wurde im Jahr 1700 durch Kaiser Leopold I. in den Reichsfreiherrenstand erhoben.
Sein Vater war Georg Enoch Freiherr von und zu Guttenberg (1893–1940), seine Mutter Elisabeth, geborene Freiin von und zu der Tann-Rathsamhausen (1900–1998). Er hatte drei Geschwister: Philipp Franz (1920–1943), Maria Nives (* 1925) und Therese (1929–1953), die mit dem Architekten Alexander von Branca verheiratet war.
Er heiratete Anfang Juli des Kriegsjahres 1943 in München die in Schloss Pesch geborene Rosa Sophie Prinzessin und Herzogin von Arenberg (1922–2012), die älteste Tochter des Prinzen und Herzogs Robert-Prosper von Arenberg (1895–1972) und der Fürstin Gabrielle von Wrede (1895–1971). Die einzige Schwester seiner Gattin, Dr. med. vet. Anna-Eugénie Prinzessin und Herzogin von Arenberg (1925–1997), war seit November 1952 mit Felix Habsburg-Lothringen (1916–2011) verheiratet, einem Sohn des letzten österreichischen Kaiserpaares Karl I. und Zita.
Guttenberg und seine Frau hatten fünf Kinder: Elisabeth (* 1944), seit 1965 Ehefrau des CSU-Politikers Franz Ludwig Schenk Graf von Stauffenberg, Georg Enoch (1946–2018), Dirigent, Michaela (* 1949), verheiratet mit Johannes Freiherr Heereman von Zuydtwyck, Benedikta (* 1953), die nur wenige Wochen alt wurde, und Praxedis (* 1956), verheiratet mit Albrecht Freiherr von Boeselager.
Guttenberg war Besitzer meist ererbter großer Ländereien in Franken, vieler Hotels und Kureinrichtungen (unter anderem in Bad Neustadt an der Saale) sowie des Deidesheimer Weinguts Reichsrat von Buhl.
Der ehemalige Bundesverteidigungsminister Karl-Theodor zu Guttenberg (* 1971) ist sein Enkel.

## Partei
1946 war er Mitbegründer der CSU in seinem Heimatort Stadtsteinach. Bis 1972 blieb er Vorsitzender des dortigen CSU-Kreisverbands. In der CSU war er weiterhin von 1957 bis 1972 Mitglied des Vorstandes des Bezirksverbandes Oberfranken und gehörte von 1961 bis 1972 dem Landesvorstand an. Kurz vor seinem Tod wählte ihn dieser zum Ehrenvorsitzenden.

## Abgeordneter
Guttenberg gehörte von 1948 bis 1952 und von 1962 bis 1972 dem Kreistag des Landkreises Stadtsteinach an. Er war von 1957 bis zum 6. Juni 1972 Mitglied des Deutschen Bundestages. 1957 und 1961 wurde er im Bundestagswahlkreis Forchheim, 1965 im Bundestagswahlkreis Kulmbach direkt gewählt; 1969 zog er über die Landesliste Bayern in den Bundestag ein.

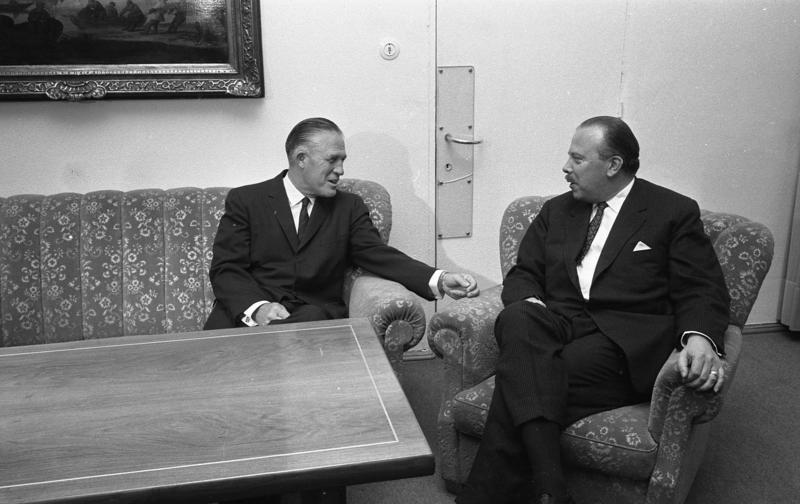
Als Parlamentarischer Staatssekretär empfängt Guttenberg am 14. Dezember 1967 den Gouverneur von Michigan George W. Romney

Dort profilierte sich Guttenberg bald als Außenpolitiker und scharfer Debattenredner, der aber auch beim politischen Gegner Achtung fand. Nach dem Rücktritt der FDP-Minister aufgrund der Spiegel-Affäre sondierte er ab dem 26. November 1962 im Auftrag von Bundeskanzler Konrad Adenauer gemeinsam mit Paul Lücke (CDU) bei Herbert Wehner (SPD) die Möglichkeiten für eine Große Koalition. Da Guttenbergs Parteifreunde darüber anfänglich nicht informiert waren, wurde Guttenberg in der CSU hart kritisiert. Diese Sondierungen gingen am 1. Dezember 1962 in offizielle Koalitionsverhandlungen über. Sie scheiterten jedoch am 5. Dezember, weil sich die CDU weigerte, über die Frage einer weiteren Kanzlerschaft Adenauers zu reden. Freiherr zu Guttenberg war während seiner Zeit im Bundestag außenpolitischer Sprecher der CDU/CSU-Bundestagsfraktion.
1965 gehörte Guttenberg zu den Hauptbeteiligten der Parlament und Öffentlichkeit gleichermaßen beschäftigenden Affäre Huyn.
1969 beteiligte sich Guttenberg am Aufbau des Stauffenberg-Dienstes, eines privaten Nachrichtendienstes, der für die CDU und CSU Informationen sammelte und Berichte verfasste. In dessen Arbeit war Guttenberg bis Juni 1972, kurz vor seinem Tod, involviert. Seine Aufgabe im Dienst übernahm Werner Marx.
Bekannt wurde Guttenberg auch durch seine Opposition gegen die neue Ostpolitik der Regierung Brandt. So stellte er sich heftig gegen die Regierungserklärung vom 28. Oktober 1969, in der erstmals von „zwei Staaten in Deutschland“ die Rede war. Guttenberg bezeichnete dies am folgenden Tag vor dem Bundestag als „eine dunkle Stunde für dieses Haus, für unser Volk“.
Seine letzte Rede vor dem Bundestag hielt er am 27. Mai 1970, und wieder warnte er vor dem „Anerkennungskurs“ der Regierung Brandt/Scheel, der dazu führen werde, dass die „Sowjetunion ihre Vorherrschaft über ganz Europa gewinnen kann“. 1972 gehörte er zu den wenigen CDU/CSU-Abgeordneten, die gegen die Ostverträge (den Moskauer Vertrag und den Warschauer Vertrag) stimmten, während die Mehrheit der CDU/CSU-Bundestagsfraktion sich lediglich der Stimme enthielt und damit die Ratifizierung sicherte.

## Öffentliche Ämter
1952 wurde Guttenberg Landrat des Kreises Stadtsteinach; dieses Amt übte er bis zu seiner Wahl in den Bundestag 1957 aus.
Am 17. April 1967 wurde er zum Parlamentarischen Staatssekretär im Bundeskanzleramt berufen und gehörte damit dem Kabinett Kiesinger an. Sein Amt endete mit der Wahl Willy Brandts zum Bundeskanzler am 21. Oktober 1969.

## Ehrungen
- 1957: Aufnahme in den Ritterorden vom Heiligen Grab zu Jerusalem
- 1969: Großes Silbernes Ehrenzeichen am Bande für Verdienste um die Republik Österreich[17]
- 1971: Schlesierschild der Landsmannschaft Schlesien
- 1971: Ehrenplakette des Bundes der Vertriebenen
- 1972: Großes Verdienstkreuz mit Stern des Verdienstordens der Bundesrepublik Deutschland
- 1972: Preußenschild

## Kritik
In ihrem 1973 erschienenen Buch Ihr da oben – wir da unten warfen Bernt Engelmann und Günter Wallraff zu Guttenberg vor, dass seine Lehrlinge zu lange Arbeitszeiten zu leisten hätten, und kritisierten seinen Umgang mit den gewählten Betriebsräten.
In diesem Zusammenhang wird der folgende Ausspruch Helmut Schmidts zitiert:

„Es fällt schwer, bei der Polemik des Herrn Baron von Guttenberg nicht zu beklagen, dass die Deutschen niemals eine Revolution zustande gebracht haben, die dieser Art von Großgrundbesitzern die materielle Grundlage entzogen hätte.“

Schmidt hatte dies in der außenpolitischen Debatte des Bundestages vom 5. November 1959 gesagt. Anlass seiner Bemerkung war ein heftiger Streit zwischen zu Guttenberg und Schmidt in dieser Debatte über den seinerzeitigen Deutschlandplan der SPD. Zu Guttenberg hatte der SPD zuvor unterstellt, unter „Missbrauch wirtschaftlicher Macht“ beinahe das gleiche wie die SED zu verstehen.

## Veröffentlichungen
- Gemeinsame Außenpolitik? Eine Antwort auf Herbert Wehner. Bonn 1960.
- Wenn der Westen will. Plädoyer für eine mutige Politik. Stuttgart 1964.
- Deutschland in der atlantischen Partnerschaft. Düsseldorf 1965.
- Wege zur Wiedervereinigung. Brauchen wir eine neue Deutschlandpolitik? Hamburg 1965.
- Die Zukunft Europas. Wirtschaftliche, politische und weltanschauliche Aspekte. Düsseldorf 1970.
- Im Interesse der Freiheit. Stuttgart 1970.
- Fußnoten. Mit einem Vorwort von Friedrich Torberg. Seewald Verlag Stuttgart 1971. (Lebenserinnerungen Guttenbergs.)
- Die neue Ostpolitik. Wege und Irrwege. Osnabrück 1972.